# ريغي براون (لاعب كرة قدم أمريكية)
ريغي براون (بالإنجليزية: Reggie Brown)‏ هو لاعب كرة قدم أمريكية أمريكي، ولد في 26 يونيو 1973 في هايلاند بارك في الولايات المتحدة.

## وصلات خارجية
- ريغي براون (لاعب كرة قدم أمريكية) على موقع مرجع كرة القدم المحترفة.كوم (الإنجليزية)